# Кутрит
Кутри́т (квантовый трит) — квантовая ячейка, имеющая три возможных состояния. Другим, более популярным вариантом квантовых ячеек является кубит (квантовый бит) с двумя состояниями.
Суперпозиция квантовых состояний кутрита может быть разложена по трём ортогональным базисным состояниям (часто обозначаемым {\displaystyle |0\rangle }, {\displaystyle |1\rangle }, и {\displaystyle |2\rangle } в бра-кет-нотации):
{\displaystyle |\psi \rangle =\alpha |0\rangle +\beta |1\rangle +\gamma |2\rangle .}
При этом сумма коэффициентов равна 1:
{\displaystyle |\alpha |^{2}+|\beta |^{2}+|\gamma |^{2}=1.}
В отличие от кубитов, использующих гильбертово пространство {\displaystyle H_{2},} для кутритов требуется пространство большей размерности, обозначаемое {\displaystyle H_{3}.}
Согласно некоторым исследованиям, использование кутритов вместо кубитов позволит существенно упростить реализацию некоторых квантовых алгоритмов и компьютеров.
По некоторым данным, кутриты более устойчивы к декогеренции в отдельных условиях окружающей среды Однако, непосредственное управление состояниями кутритов осложнено, и для упрощения может реализовываться путем квантового запутывания с вспомогательным кубитом.
Набор из n связанных (когерентных) кутритов представляет одновременно 3n различных состояний. Для кубитов это количество равно 2n.